# Octavio Paz
Octavio Paz (født 31. marts 1914 i Mexico City, død 19. april 1998 i Mexico City) var en mexicansk forfatter og diplomat. I sin ungdom blev han opfordret af Pablo Neruda til at skrive.
Han kæmpede for republikanerne i den spanske borgerkrig.
Han blev en af de vigtigste forfattere i det 20. århundrede i Latinamerika og var diplomat indtil 1968, hvor Tlatelolco-massakren fandt sted. Han talte til fordel for retfærdighed og frihed. Hans arbejde var påvirket af surrealisme.

Paz fik Nobelprisen i litteratur i 1990. 
1. ↑  Navnet er anført på bokmål og stammer fra Wikidata hvor navnet endnu ikke findes på dansk.
2. ↑  Navnet er anført på engelsk og stammer fra Wikidata hvor navnet endnu ikke findes på dansk.